# フェスタス・アーサー
フェスタス・アーサー（Festus Arthur、2000年2月27日 - ）は、ドイツ・ハンブルク出身のサッカー選手。ハル・シティAFC所属。

## 経歴

### ユース時代
ストックポート・カウンティFCの下部組織出身の選手で、2019年1月7日にストックポート・カウンティFC U-19からノーザンプレミアリーグ・ディヴィジョン1・サウス（8部相当）に所属するグロソップ・ノースエンドAFCに貸し出された。
2019年7月1日にストックポート・カウンティFCに戻るとトップチームと契約を結んだ。

### ストックポート・カウンティFC
2019年8月13日、バローAFC戦でストックポートの左SBベン・ジャクソンと交代する形で88分に守備固めで投入。トップチームデビューを飾った。試合は3-2で勝利している。
2019年9月3日、AFCフィルド戦で、負傷中のキャプテン、ポール・ターンブルの代役として守備的MFで先発、フル出場を果たし、チームは2-1で勝利を収めた。その後、ジョーダン・キーンからポジションを奪うとアシュリー・パーマーの相方として存在感を発揮するようになり、シーズンの前半においてレギュラーの地位を確立した。
2019年12月7日、ストックポート・カウンティFCはここ数年の因縁の相手でありライバルクラブとなったチョーリーFCとの試合で、前半7分チョーリーのFWアレックス・ニュービィに先制点を許すも、27分にナイアル・ベルのゴールで追いつき、前半ATにアーサーはコーナーキックから逆転のヘディングシュートを決めた。これはアーサーにとってトップチームでの初ゴールだった。試合はその後、ストックポート・カウンティFCが追加点を決め、4-2で勝利した。
2019年12月26日、FCハリファクス・タウン戦で通算2ゴール目を決め、5-1の勝利に貢献した。
シーズン開始前の下馬評を覆し、リーグ戦で善戦を繰り広げたストックポート・カウンティFCにて、トップチームデビュー直後にポジションを勝ち取ったアーサーは冬の移籍市場ではイングランドのチームの注目の的になった。ハル・シティAFC、レスター・シティFC、バーンズリーFC、イプスウィッチ・タウンFCなどの上位ディビジョンのクラブが獲得に関心を寄せたが、残留した。
シーズンの後半戦においても活躍を多くのサポーターから期待されたが、1月にストックポート・カウンティFCが地元のビジネスマンであるマーク・ストットに買収されるとクラブを取り巻く環境は大きく変わり、数々の大型補強が行われ、2月にサルフォード・シティFCから31歳のCB、リアム・ホーガンが加入するとアーサーはポジションを奪われる形となった。
7月、ハルシティへの移籍が発表された。

## 個人成績
2020年4月23日現在 
| クラブ                     | シーズン     | リーグ           | リーグ | リーグ | FAカップ | FAカップ | リーグカップ | リーグカップ | その他の大会 | その他の大会 | 合計 | 合計 |
| クラブ                     | シーズン     | ディビジョン     | 出場   | 得点   | 出場     | 得点     | 出場         | 得点         | 出場         | 得点         | 出場 | 得点 |
| -------------------------- | ------------ | ---------------- | ------ | ------ | -------- | -------- | ------------ | ------------ | ------------ | ------------ | ---- | ---- |
| ストックポート・カウンティ | 2019-20      | ナショナルリーグ | 23     | 2      | 1        | 0        | ー           | ー           | 2            | 0            | 26   | 2    |
| キャリア合計               | キャリア合計 | キャリア合計     | 23     | 2      | 1        | 0        | 0            | 0            | 2            | 0            | 26   | 2    |